# МТ-ЛБ
МТ-ЛБ (абр. від рос. многоцелевой транспортёр (тягач) лёгкий бронированный, у народі звуть «мотолига» або «маршрутка», часом зустрічається переклад БТ-ЛБ (Багатоцільовий тягач (транспортер) легкий броньований) — радянський / український плавучий бронетранспортер.
Створений для перевезення людей та вантажів, також широко використовується в ролі артилерійського тягача (у деяких частинах використовується для перевезення особового складу моторизованих стрілецьких підрозділів, хоча і не призначався для цієї ролі, на відміну від прийнятих раніше на озброєння БТР-60). Має значну кількість модифікацій, зокрема, часто отримує імпровізовані модернізації та виступає в ролі машини вогневої підтримки.
Прийнятий на озброєння в 1964 році, випускався на Харківському тракторному заводі. МТ-ЛБ застосовувався радянськими військами у війні в Афганістані, а після розпаду СРСР використовувався практично у всіх великих збройних конфліктах на пострадянському просторі. У значних кількостях МТ-ЛБ також поставлявся союзникам СРСР і нейтральним країнам, використовувався в ряді регіональних конфліктів.
Використовувався як база для ряду машин спеціального призначення, а шасі бронетранспортера використовувалося для цивільних всюдиходів. Хоча з середини вісімдесятих років і сам МТ-ЛБ у варіанті без башти і кулеметного озброєння з успіхом використовувався в народному господарстві в умовах Крайньої Півночі як всюдихід.
Після розпаду СРСР виробнича база МТ-ЛБ залишилася на території України. На шасі цієї машини Харківським тракторним заводом розроблений і випускається цивільний всюдихід ХТЗ-3Н.

## Модифікації

### Військові

#### СРСР та Російська Федерація
- МТ-ЛБ (Об'єкт 6) — базовий варіант
  - МТ-ЛБВ — всюдихідний варіант. Модифікація має більш широкі траки і знижений питомий тиск на ґрунт (близько 0,27 кгс/см²). Призначена для арктичних регіонів.
    - МТ-ЛБВ-Н — багатоцільовий транспортер-тягач, адаптований для експлуатації в народному господарстві.
      - МТ-ЛБВ-НС «Алтай» — багатоцільовий транспортер-тягач, адаптований для експлуатації в народному господарстві.

    - МТ-ЛБВМ — версія з установкою 12,7-мм зенітного кулемета НСВТ.
    - МТ-ЛБВМК — версія з установкою 12,7-мм зенітного кулемета «Корд». Двигун ЯМЗ-238ВМ, потужністю 240 к.с.
      - МТ-ЛБВМ1К — модифікація, пристосована для роботи на високогір'ї, з установкою нового двигуна ЯМЗ-238БЛ-1, потужністю 310 к.с., новою радіостанцією і новим опалювачем.

  - МТ-ЛБМ (Об'єкт 6М) — сучасна модифікація, розроблена у ВАТ «Муромтепловоз»
    - Об'єкт 6мА — варіант МТ-ЛБМ з баштовою установкою, відповідної бронетранспортер у БТР-80
      - Об'єкт 6МА1 — модернізація «Об'єкта 6мА» з додатковою установкою 30-мм автоматичного гранатомета АГС-17 «Полум'я»
        - Об'єкт 6МА4 — модернізація «Об'єкта 6МА1» з установкою 23-мм автоматичної гармати 2А14 замість кулемета КПВТ

      - Об'єкт 6МА2 — модернізація «Об'єкта 6мА» з установкою 23-мм автоматичної гармати 2А14 замість кулемета КПВТ

    - Об'єкт 6МА3 — модернізація «Об'єкта 6мА» з установкою 4 пускових установок ПТКР 9М133 «Корнет», 7,62-мм кулемета ПКТМ і 30-мм автоматичного гранатомета АГС-30 «Атлант»
    - Об'єкт 6МБ — варіант МТ-ЛБМ з 30-мм гарматою 2А72, баштова установка як у бронетранспортера БТР-80А
      - Об'єкт 6МБ2 — модернізація «Об'єкта 6МБ» з додатковою установкою 30-мм автоматичного гранатомета АГС-17 «Полум'я»

    - Об'єкт 6МБ3 — варіант МТ-ЛБМ з установкою 23-мм авіаційної гармати ГШ-23в, 12,7-мм зенітного кулемета «Корд» і 30-мм автоматичного гранатомета АГС-30 «Атлант»
    - Об'єкт 6МБ4  — варіант МТ-ЛБМ з установкою 23-мм авіаційної гармати ГШ-23к, 12,7-мм зенітного кулемета «Корд» і 30-мм автоматичного гранатомета АГС-30 «Атлант»
    - МТ-ЛБМ1 (Об'єкт 6М1) — модифікація МТ-ЛБ з установкою нового двигуна ЯМЗ-238БЛ-1, потужністю 300—310 к.с., механічної трансмісії з гідрооб'ємним механізмом управління поворотом
      - МТ-ЛБМ1А7 — варіант з баштовою установкою, відповідної бронетранспортеру БТР-80, з установкою 7,62-мм кулемета ПКТМ, 12,7-мм зенітного кулемета «Корд», 30-мм автоматичного гранатомета АГС-17 «Полум'я» і встановлена система 902У для постановки димових завіс.
      - МТ-ЛБМ1Б2 — модифікація МТ-ЛБМ1 з ідентичним озброєнням «Об'єкта 6МБ2»

    - МТ-ЛБМ2 (Об'єкт 6М2) — модифікація МТ-ЛБ від «Курганмашзаводу» з установкою нового двигуна і трансмісії.

У 2018 був підготовлений проект модернізації МТ-ЛБ шляхом, зокрема, встановлення двигуна КамАЗ-740.50 потужністю 360 к. с. та використання полегшених гусениць з шарніром закритого типу (легші на 300 кг за базовий варіант). Крім того буде встановлена гідромеханічна коробка, яка дозволить повертати машину на всіх передачах із заданим радіусом повороту. В результаті маса машини буде зменшена на 800 кг.

#### Україна

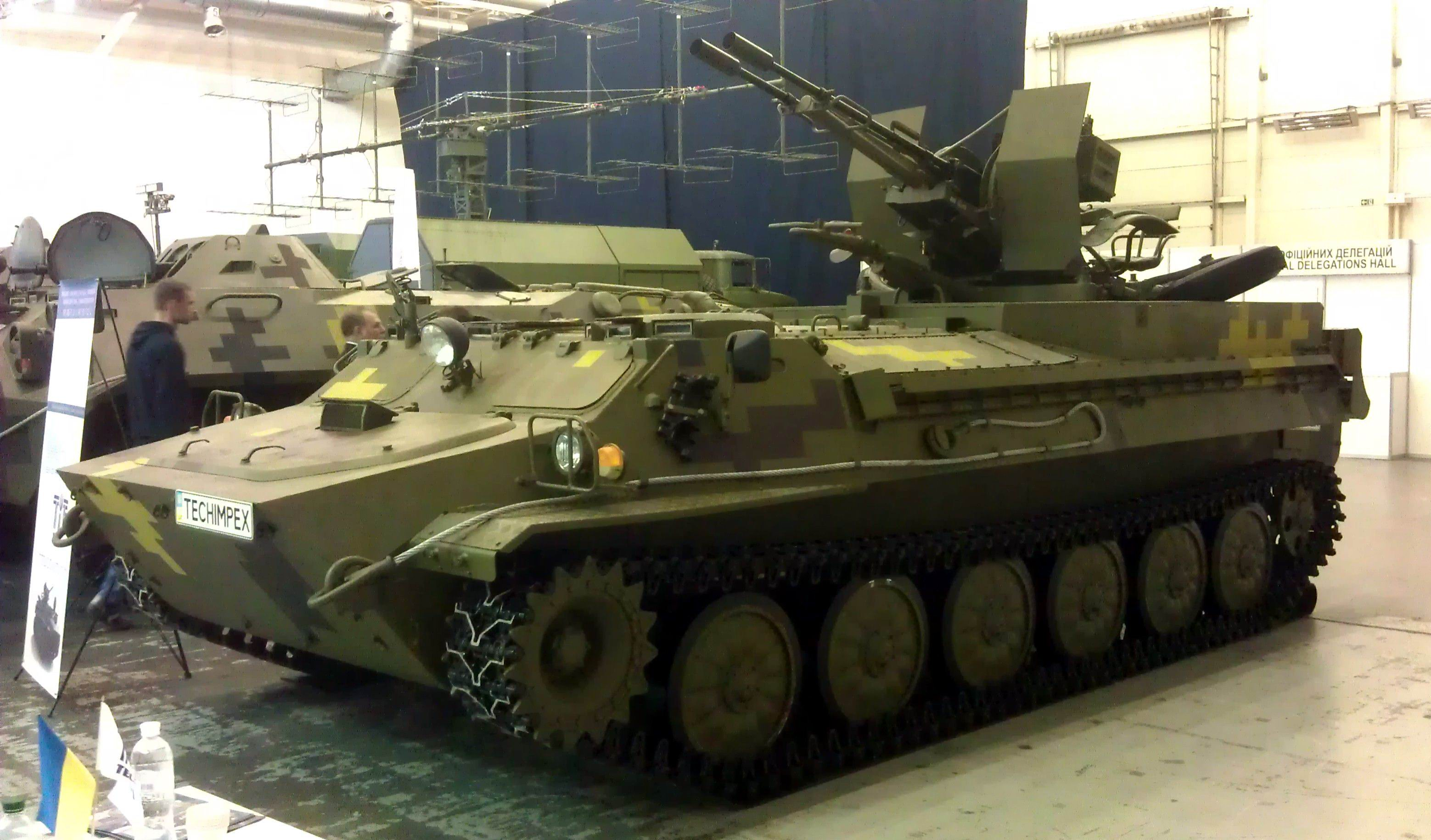
МТ-ЛБ-Т-23-2

- МТ-ЛБР6 — БМП на шасі МТ-ЛБ з бойовим модулем «ЗТМ-1». Озброєння: 30-мм автоматична гармата ЗТМ-1, 7,62-мм кулемет КТ, димові гранатомети системи 902Б «Туча». Захищеність екіпажу посилена за рахунок рознесеного резервування і кевларового підбою, ходова частина прикрита протикумулятивними екранами. Виробник — Харківський тракторний завод.
- МТ-ЛБР7 — БМП на шасі МТ-ЛБ з бойовим модулем «Штурм». Озброєння: 30-мм автоматична гармата ЗТМ-1, спарений з нею 7,62-мм кулемет КТ-7,62, дві пускові установки ПТКР 9М114М «Конкурс-М», 30-мм автоматичний гранатомет, димові гранатомети. Захищеність екіпажу посилена за рахунок рознесеного бронювання і кевларового підбою. Виробник — Харківський тракторний завод.
- МТ-ЛБМШ — БМП на шасі МТ-ЛБ з бойовим модулем «Шквал». Озброєння: 30-мм автоматична гармата ЗТМ-1, спарений з нею 7,62-мм кулемет КТ-7,62, дві протитанкові керовані ракети (ПТРК) «Бар'єр», 30-мм автоматичний гранатомет, димові гранатомети. З 2006 року виготовляється на заводі імені В. О. Малишева.«Плавець»

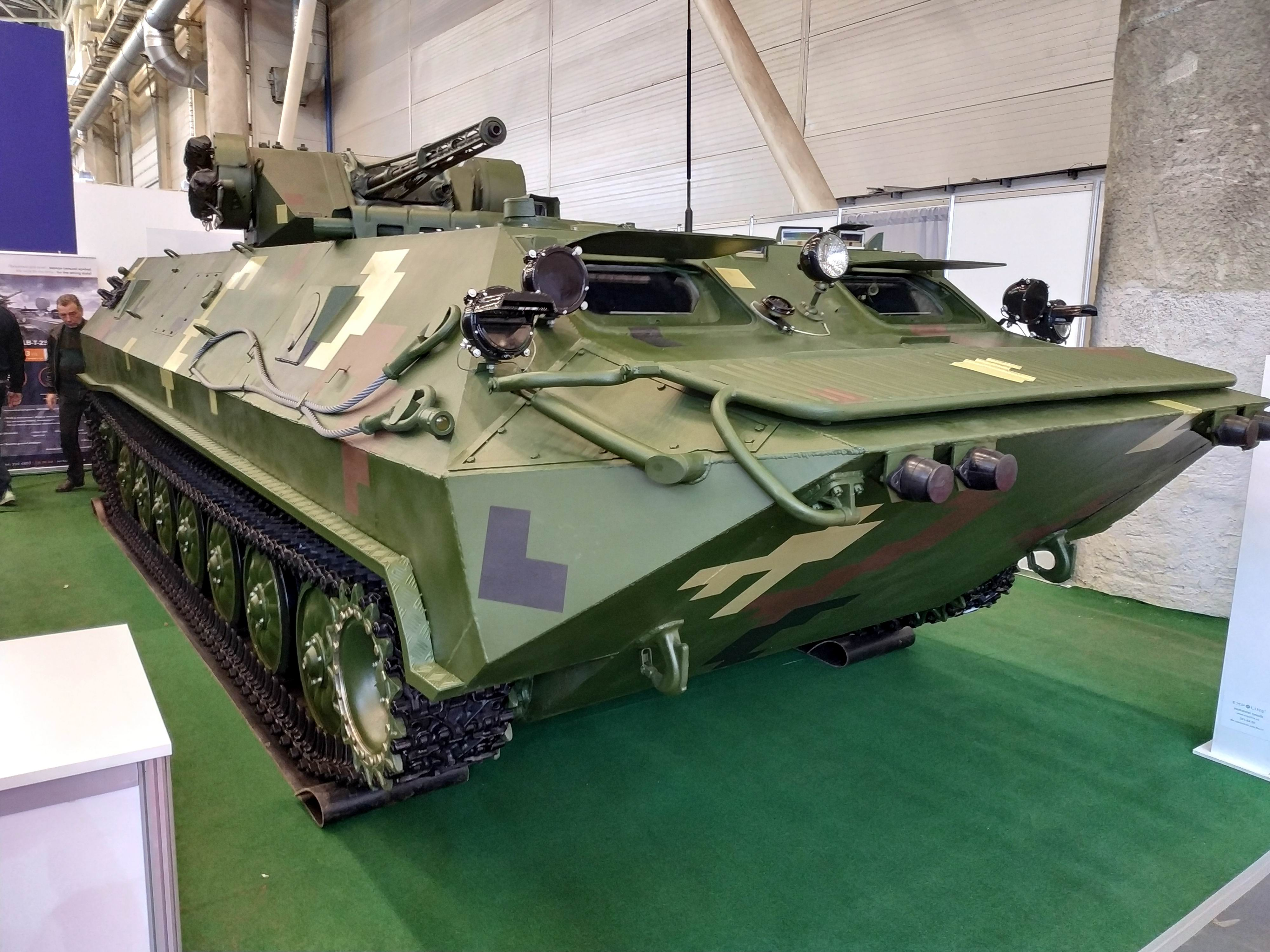
«Плавець»

- «Плавець» — переобладнаний за зразком МТ-ЛБМШ варіант гусеничного транспортера МТ-ЛБу, розроблений Харківським тракторним заводом за участю ДК «Укрспецекспорт» та київської компанії ТОВ НВК «Техімпекс». Один демонстраційний зразок був представлений на виставці зброї «Зброя та безпека-2018».
- МТ-ЛБ-Т-23-2  — БМП на шасі МТ-ЛБ з зенітною установкою ЗУ-23. З 2015 року виготовляється на НПК «Техімпекс».
- МТ-ЛБ-АТ — МТ-ЛБ дообладнане поворотною платформою з броньовим захистом кулеметника для МТ-ЛБ з встановленням 12,7 мм кулемета ДШКМ.[7]
- БМП-1ЛБ — перша українська серійна БМП на шасі МТ-ЛБу, озброєна бойовим модулем з кулеметом КПВТ, що з'явилась під час російського вторгнення з 2022 року[8].

#### Казахстан
- «Айбат» — самохідний міномет казахстанського виробництва, розроблений ізраїльською фірмою «Солтам». Являє собою МТ-ЛБ, озброєний модернізованим радянським мінометом 2Б11.

#### Болгарія
- MT-LB AT-I — машина з встановленою системою мінування.
- MT-LB RHR або MR HR (mashina za radiatsionno i khimichesko razuznavane) — розвідувальна машина.
- MT-LB SE — польова медична машина.
- SMM B1.10 «Tundzha» (samokhodna minokhv'rgachka) — платформа для 120-мм міномета M-38/43 (боєкомплект 58 мін).
- SMM 74 B1.10 «Tundzha-Sani» — версія 120-мм мінометом 2Б11.
- KShM-R-81 «Delfin» — командно-штабна машина з встановленими радіостанціями Р-123M, Р-130M та Р-31M, додатковою антеною та генератором.
- MT-LB TMX — платформа для 82-мм міномета M-37M.
- BRM «Sova» (bronirana razuznavatelna mashina) — розвідувальна версія с системою ASP-3 та VPHR, радіостанціями Р-123M та Р-31M, а також засобами нічного огляду. Є три версії з різною «начинкою»:
  - «Sova-1» — з радіостанцією Р-130M, антеною.
  - «Sova-2» — з радіостанцією Р-143 «Ліра» .
  - «Sova-3» — з артилерійським радаром PSNR-5K (1RL-133).
- R-80 — машина ранньої артилерійської розвідки.
- BMP-23 (bojna mashina na pekhotata) — машина підтримки піхоти з 23-мм гарматою 2A14 та ПТРК 9K11 «Малютка» в башті на 2 особи. Основа шасі MT-ЛБ, але використано елементи САУ 2С1 та встановлено новий двигун в 315 к.с.
- BMP-23D — модернізована версія з ПТРК 9K111 «Фагот» та димовою системою.
- BRM-23 — розвідувальна версія. Прототип.
- BMP-30 — BMP-23 з баштою від БМП-2. Виготовлено 10 одиниць.

#### Польща
Польська компанія HSW S.A. (Huta Stalowa Wola S.A.) виготовляла МТ-ЛБ за ліцензією з 1976. Конструкторами було розроблено нове шасі SPG-2 з амфібійними можливостями.
- MT-LB-2AP — варіант бронетранспортера з туреллю від SKOT-2AP (14,5-мм КПВТ та 7,62-мм ПКТ). Прототип.
- WEM Lotos — медична машина з встановленими 4 носилками.
- WPT Mors — машина технічної підтримки. Виробляється з 1983.
- R-137T (radiostacja ruchoma UKF) — мобільна радіостанція з Р-137. На озброєнні з 1987, дальність зв'язку від 70 до 150 км.
- ZWD-1 «Irys» (zautomatyzowany wóz dowodzenia) — командно — штабна машина з встановленою системою «Irys».
- MT-LB-23M «Krak» — варіант з туреллю з 23-мм гарматою. Тільки прототип.
- Promet — самохідна ЗСУ з парою 23-мм гармат. 4 прототипи.
- «Przebiśnieg» — машина РЕБ, виготовляється в трьох варіантах:
  - SZ або MT-LB Z (stacja zakłóceń);
  - SR або MT-LB R (stacja rozpoznania) ;
  - WD krel;
- SPG-2 — найбільш модернізована версія з переробленою носовою частиною.
  - TRI Hors — машина інженерної розвідки. Виготовляється з 1983, озброєна 12.7-мм кулеметом НСВТ в турелі.
  - WPT Mors-II — озброєна машина технічної підтримки. Виготовляється з 1986, озброєна 12.7-мм кулеметом НСВТ в турелі.
  - Opal-I та Opal-II — командна машина для артилерійських підрозділів. Озброєна 12.7-мм кулеметом НСВТ в турелі. На Opal-I встановлено двигун потужністю 245 к.с. SW680/167/1, на Opal-II — 300 к.с. SW680T (ЯМЗ-238Н) та на 7 котків розширена база. Тільки прототип.
  - BWO-40 — машина підтримки піхоти з 40-мм зенітною гарматою Bofors. Тільки прототип.

#### Швеція

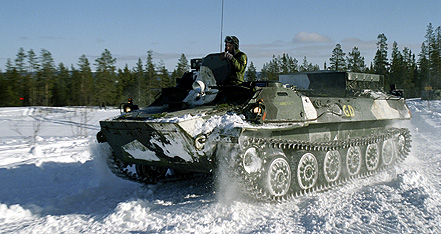
Шведський MT-ЛБ, переобладнаний в Pbv 401

- Pbv 401 (pansarbandvagn) — колишні східнонімецькі машини, озброєні 7,62 мм кулеметом. Мали назву Ksp 95 та Ksp 58.
  - Stripbv 4011 (stridsledningbandvagn) — командна машина батальйонного рівня.
  - Bgbv 4012 (bärgningsbandvagn) — шведське означення для MTP-LB.
  - Rlpbv 4014/T (radiolänkbandvagn) — зв'язкова машина.
  - Stripbv 4015 (stridsledningbandvagn) — командна машина ротного рівня.
  - Lvrbpbv 4016 (luftvärnsrobotbandvagn) — машина ППО з ПЗРК RBS 70.
  - Pvrbbv 452 (pansarvärnrobotbandvagn) — протитанкова машина з ПТРК RBS 56.

#### Ірак

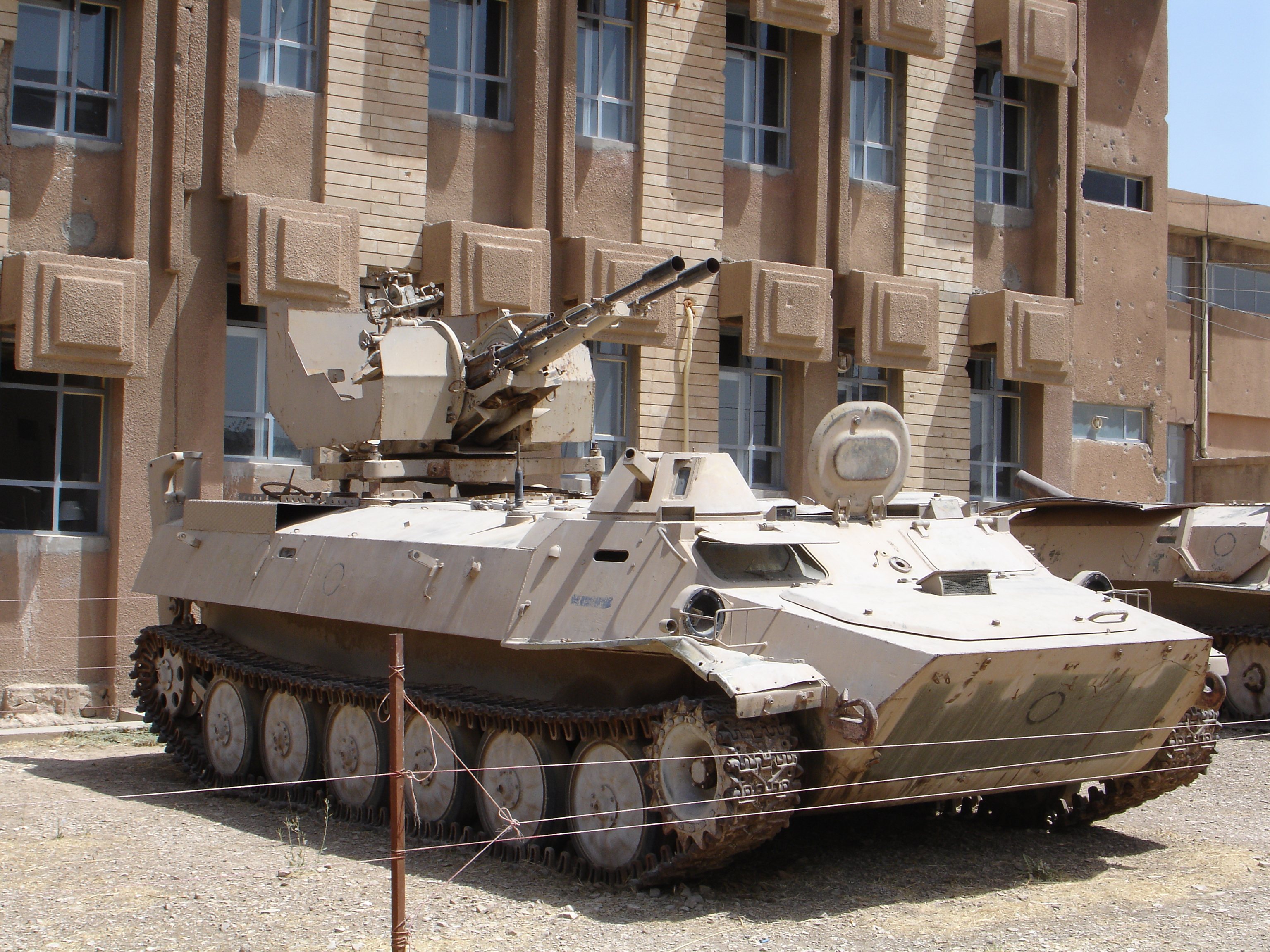
Іракський МТ-ЛБ з ЗУ-23-2.

- MT-LBV — з ширшими траками.
- MT-LB — з встановленою зенітною системою ЗУ-23-2.

#### Німецька Демократична Республіка
- MT-LB (Pi) — машина інженерного супроводу.[9]
- MT-LB (Pzj) — протитанкова машина.
- MT-LB (Pzj Fü) — командно — штабна машина для протитанкових підрозділів.
- MT-LB (BO) SFL — командно- штабна машина для підрозділів самохідної артилерії.
- SaN MT-LB — медична машина.
- MTP-LB — машина технічної підтримки.

### Небойові військові машини на базі МТ-ЛБ(у)
- Модуль розвідки та управління оптичний МРУ-О (НВП Рубін, м. Пєнза, РФ)
- Р-330 «Мандат» — радянський автоматизований комплекс радіоелектронного придушення (РЕП). Створено в «Науково-дослідному інституті комплексної автоматизації» (НДІКА)

#### Апаратні зв'язкута засобів автоматизації
| Назва                                                | Призначення                                  | Транспортна база |
| ---------------------------------------------------- | -------------------------------------------- | ---------------- |
| МП-21, МП-22, МП-23, МП-24, МП-25 МП-95 (ЕОМ «Бета») | КШМ комплексу АСУВ «Маневр» дивізійної ланки | МТ-ЛБ            |
| Р-161БМ                                              | Радіостанція                                 | МТ-ЛБ            |

### Цивільні
- МТ-ЛБ-ЛПТ — лісопожежний трактор. Виробник ВАТ «Муромтепловоз» (РФ).
- МБУ-5 «Катюша» — бурова установка (РФ).
- УРБ-531 — установка розвідувального буріння (РФ).
- АЗМ — аеротранспортабельна дорожно-землерийна машина. Виробник ВАТ «Муромтепловоз» (РФ).
- ХТЗ-3Н — всюдихідний плавучий тягач. Виробник — Харківський тракторний завод (Україна).
- ХТЗ-10НК — всюдихідний плавучий тягач. Виробник — Харківський тракторний завод (Україна).
- ХТЗ-26Н — всюдихідний плавучий тягач. Виробник — Харківський тракторний завод (Україна).
- 2С1-Н- транспортер-тягач. Виробник — ОАО «Рубцовский машиностроительный завод» (РФ).
- МТ-ЛБу-Н — транспортер- тягач. Виробник — ОАО «Рубцовский машиностроительный завод» (РФ).
- МТЛБу з телескопічною вежею. Виробники — ООО «Пожтехника» (Твер) та «Комиэнерго» (обидва — РФ).
- АУВБ-30 — автономна бурова установка. Виробник — ОАО «Стройдормаш» (РФ).
- БГМ-1М — бурова машина. Виробник — ОАО «Стройдормаш» (РФ).

## Оператори
- Азербайджан — 393 МТ-ЛБ станом на 2010 рік[10]
- Бангладеш — 134 МТ-ЛБ станом на 2010 рік[11]
- Білорусь — 66 МТ-ЛБ станом на 2010 рік[12]
- Болгарія — від 508 до 1297 МТ-ЛБ станом на 2010 рік[13]. У 2012 укладено контракт на постачання 500 МТ-ЛБ до Іраку[14]
- Вірменія — 13 МТ-ЛБ станом на 2010 рік[15]
- Грузія — 8 МТ-ЛБ станом на 2010 рік[16]
- Казахстан — 180 МТ-ЛБ станом на 2010 рік[17]
- Північна Македонія — 10 МТ-ЛБ станом на 2010 рік[18]
- Молдова — 55 МТ-ЛБ станом на 2010 рік[19]
- Нігерія — 67 МТ-ЛБ станом на 2010 рік[20]
- Росія — 3300 МТ-ЛБ у армії, 400 МТ-ЛБ у військах берегової оборони, 250 МТ-ЛБ станом на 2010 рік[21]
- Україна — 2090 МТ-ЛБ станом на 2017 рік[22]
- Уругвай — 3 МТ-ЛБ станом на 2010 рік[13]
- Румунія — 8 (SNAR-10)
- Фінляндія — 16 МТ-ЛБУ, 98 МТ-ЛБВ станом на 2010 рік[23]
- США — кілька сотень одиниць.

## Служба та бойове застосування
- Афганська війна (1979—1989)

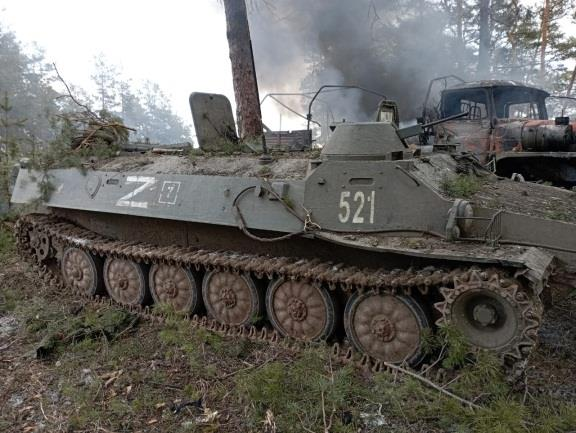
Підбита МТ-ЛБ ЗС РФ з маркуванням «Z» під час російського вторгнення в Україну 2022 року

- Збройний конфлікт у Придністров'ї — Деяка кількість МТ-ЛБ знаходиться на озброєнні Придністровських збройних сил. Брали участь в березні 1992 року в боях. Застосовувалися також і з боку Молдови. На деякі машини встановлювалися установки ЗУ-23-2
- Друга чеченська війна — використовувалися Російськими військами. Станом на листопад 1999 року в Чеченській Республіці було зосереджено 667 одиниць МТ-ЛБ
- Російсько-грузинська війна (2008)

### Російсько-українська війна

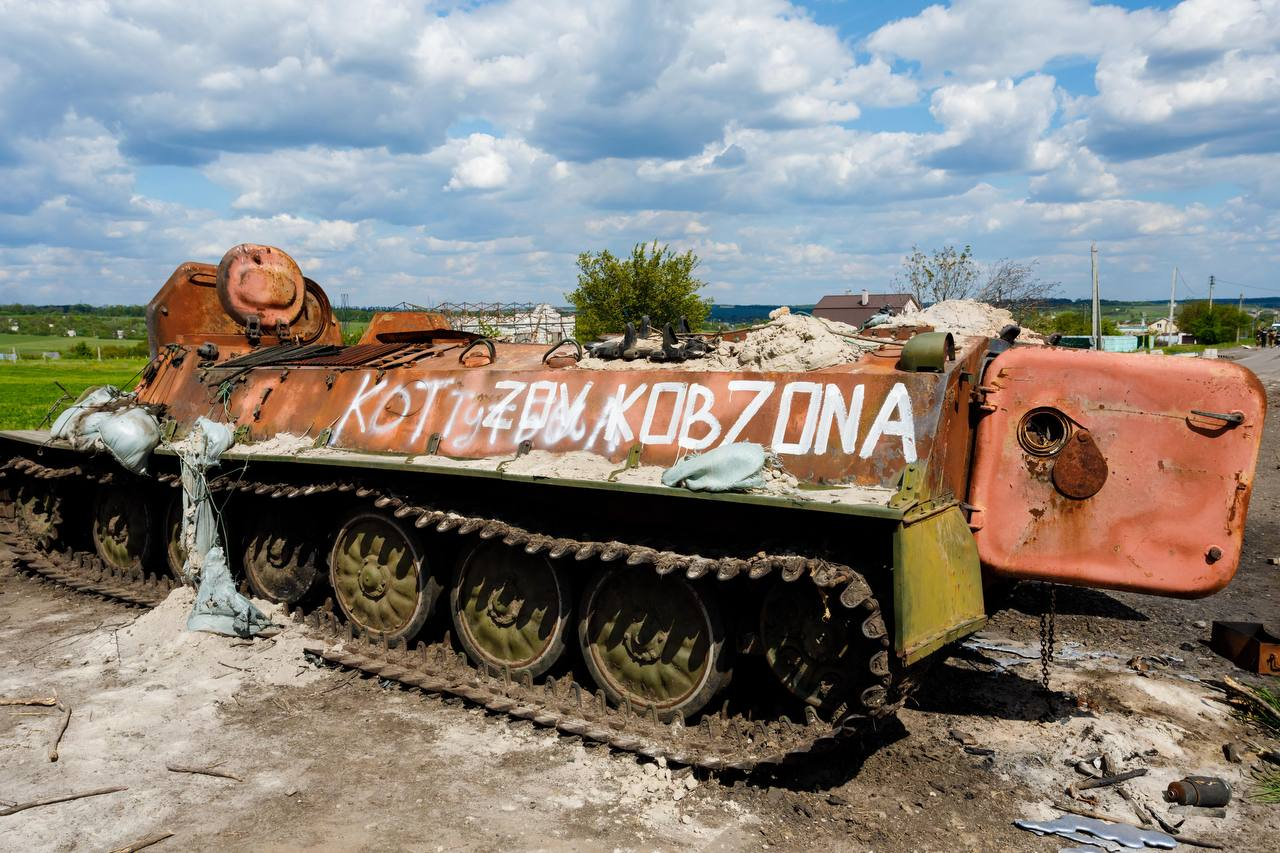
Спалений рос. МТ-ЛБ під Харковом з написом Zov Kobzona.

Інтенсивно використовувались обома сторонами від початку російсько-української війни взимку 2014 року. 
В серпні 2022 року було поширено відео української МТ-ЛБ з бойовим модулем турецької компанії Aselsan, який доволі сильно нагадує SARP NSV DUAL, або SARP Dual.